# جعفر عسراوي
جعفر عسراوي هو أحد قادة مجموعات الفهد الأسود في بلدة علار في مدينة طولكرم قُتل في عام 1992 من قبل الاحتلال الصهيوني في الانتفاضة الفلسطينية الأولى.